# Tompa István (játékvezető)
Tompa István (1933 – 2010. augusztus 6.) magyar nemzeti labdarúgó-játékvezető.

## Pályafutása

### Nemzeti játékvezetés
Az NB. I-ben 1975-ben, a Haladás–Szeged (5:1) bajnoki mérkőzésen debütált. Több nemzetek közötti válogatott és klubmérkőzésen partbíróként segítette a működő játékvezetőket. Az aktív nemzeti játékvezetéstől 1982-ben, az 50 éves korhatárt elérve, a Haladás–Zalaegerszeg (1:1) bajnoki mérkőzés irányításával búcsúzott. Vezetett bajnoki mérkőzéseinek száma: 111.

### Nemzetközi kupamérkőzések
Partbírói működéseinek száma döntőben: 1.

#### UEFA Szuper Kupa
Az Európai Szuperkupát évente rendezik meg a BEK és a KEK tornasorozat győztese között. 
| Időpont           | Helyszín                      | Mérkőzés típusa      | Mérkőzés                 | Játékvezető    | Eredmény |
| ----------------- | ----------------------------- | -------------------- | ------------------------ | -------------- | -------- |
| 1978. december 4. | Emile Versé Stadion, Brüsszel | döntő első találkozó | RSC Anderlecht–Liverpool | Palotai Károly | 1 : 1    |